# Campeón de Campeones 1975-76
El Campeón de Campeones 1975-76 fue la XXXIV edición del Campeón de Campeones que enfrentó al campeón de la Liga 1975-76: América y al campeón de la Copa México 1975-76: Tigres UANL. Conforme a la costumbre y reglamento vigente, se realizó un solo partido en el Estadio Azteca. El campeón de liga América (que acababa de coronarse ocho días atrás) estuvo a punto de lograr por primera vez en su historia la denominación de Campeonísimo, sin embargo había perdido la final de la Copa México precisamente frente a Tigres el 4 de octubre de 1975. En un duelo con características de revancha, el equipo capitalino derrotó a la escuadra universitaria y alcanzó su segundo título de este tipo.

## Partido
| América |  |  |  | Campeón de la Primera División de México (1975-76) |
| Tigres  |  |  |  | Campeón de la Copa México (1975-76)                |

| 15 de agosto de 1976                        | América                   | 2:0 (2:0) | Tigres | Estadio Azteca, Ciudad de México                                    |                                                                     |
|                                             | Cornero 37' · Reinoso 44' | Reporte   |        | Asistencia: 80 000 espectadores Árbitro(s): Enrique Mendoza Guillén | Asistencia: 80 000 espectadores Árbitro(s): Enrique Mendoza Guillén |
| América Campeón de Campeones 1975-76 (2:0). |                           |           |        |                                                                     |                                                                     |

|       | POR   | Francisco Castrejón    |     |
|       | DEF   | René Trujillo          |     |
|       | DEF   | Javier Sánchez Galindo |     |
|       | DEF   | Miguel Ángel Cornero   |     |
|       | DEF   | Mario Pérez            |     |
|       | MED   | Javier García López    |     |
|       | MED   | Antonio de la Torre    |     |
|       | MED   | Cesáreo Victorino      | 46' |
|       | DEL   | Carlos Reinoso         |     |
|       | DEL   | Alcindo                | 75' |
|       | DEL   | Hugo Kiese             |     |
| D. T. | D. T. | Raúl Cárdenas          |     |

|       | POR   | Mateo Bravo         |     |
|       | DEF   | René Pérez          |     |
|       | DEF   | Roberto Gadea       |     |
|       | DEF   | Orlando Bandala     |     |
|       | DEF   | Martín Navarro      |     |
|       | MED   | Alberto Rodríguez   | 65' |
|       | MED   | Héctor González     |     |
|       | MED   | Washington Olivera  |     |
|       | DEL   | Tomás Boy           | 76' |
|       | DEL   | Gerónimo Barbadillo |     |
|       | DEL   | Adrián Freyre       |     |
| D. T. | D. T. | Claudio Lostaunau   |     |

|  | MED | Cristóbal Ortega | 46' |
|  | DEL | Enrique Borja    | 75' |

|  | MED | Mario Méndez      | 65' |
|  | DEL | Octavio Rodríguez | 76' |

| 37' · 44' | Miguel Ángel Cornero Carlos Reinoso | 1:0 2:0 |

| Principal | Enrique Mendoza Guillén |

|       | POR   | Francisco Castrejón    |     |
|       | DEF   | René Trujillo          |     |
|       | DEF   | Javier Sánchez Galindo |     |
|       | DEF   | Miguel Ángel Cornero   |     |
|       | DEF   | Mario Pérez            |     |
|       | MED   | Javier García López    |     |
|       | MED   | Antonio de la Torre    |     |
|       | MED   | Cesáreo Victorino      | 46' |
|       | DEL   | Carlos Reinoso         |     |
|       | DEL   | Alcindo                | 75' |
|       | DEL   | Hugo Kiese             |     |
| D. T. | D. T. | Raúl Cárdenas          |     |

|       | POR   | Mateo Bravo         |     |
|       | DEF   | René Pérez          |     |
|       | DEF   | Roberto Gadea       |     |
|       | DEF   | Orlando Bandala     |     |
|       | DEF   | Martín Navarro      |     |
|       | MED   | Alberto Rodríguez   | 65' |
|       | MED   | Héctor González     |     |
|       | MED   | Washington Olivera  |     |
|       | DEL   | Tomás Boy           | 76' |
|       | DEL   | Gerónimo Barbadillo |     |
|       | DEL   | Adrián Freyre       |     |
| D. T. | D. T. | Claudio Lostaunau   |     |

|  | MED | Cristóbal Ortega | 46' |
|  | DEL | Enrique Borja    | 75' |

|  | MED | Mario Méndez      | 65' |
|  | DEL | Octavio Rodríguez | 76' |

| 37' · 44' | Miguel Ángel Cornero Carlos Reinoso | 1:0 2:0 |

| Principal | Enrique Mendoza Guillén |

|       | POR   | Francisco Castrejón    |     |
|       | DEF   | René Trujillo          |     |
|       | DEF   | Javier Sánchez Galindo |     |
|       | DEF   | Miguel Ángel Cornero   |     |
|       | DEF   | Mario Pérez            |     |
|       | MED   | Javier García López    |     |
|       | MED   | Antonio de la Torre    |     |
|       | MED   | Cesáreo Victorino      | 46' |
|       | DEL   | Carlos Reinoso         |     |
|       | DEL   | Alcindo                | 75' |
|       | DEL   | Hugo Kiese             |     |
| D. T. | D. T. | Raúl Cárdenas          |     |

|       | POR   | Mateo Bravo         |     |
|       | DEF   | René Pérez          |     |
|       | DEF   | Roberto Gadea       |     |
|       | DEF   | Orlando Bandala     |     |
|       | DEF   | Martín Navarro      |     |
|       | MED   | Alberto Rodríguez   | 65' |
|       | MED   | Héctor González     |     |
|       | MED   | Washington Olivera  |     |
|       | DEL   | Tomás Boy           | 76' |
|       | DEL   | Gerónimo Barbadillo |     |
|       | DEL   | Adrián Freyre       |     |
| D. T. | D. T. | Claudio Lostaunau   |     |

|  | MED | Cristóbal Ortega | 46' |
|  | DEL | Enrique Borja    | 75' |

|  | MED | Mario Méndez      | 65' |
|  | DEL | Octavio Rodríguez | 76' |

| 37' · 44' | Miguel Ángel Cornero Carlos Reinoso | 1:0 2:0 |

| Principal | Enrique Mendoza Guillén |

|       | POR   | Francisco Castrejón    |     |
|       | DEF   | René Trujillo          |     |
|       | DEF   | Javier Sánchez Galindo |     |
|       | DEF   | Miguel Ángel Cornero   |     |
|       | DEF   | Mario Pérez            |     |
|       | MED   | Javier García López    |     |
|       | MED   | Antonio de la Torre    |     |
|       | MED   | Cesáreo Victorino      | 46' |
|       | DEL   | Carlos Reinoso         |     |
|       | DEL   | Alcindo                | 75' |
|       | DEL   | Hugo Kiese             |     |
| D. T. | D. T. | Raúl Cárdenas          |     |

|       | POR   | Mateo Bravo         |     |
|       | DEF   | René Pérez          |     |
|       | DEF   | Roberto Gadea       |     |
|       | DEF   | Orlando Bandala     |     |
|       | DEF   | Martín Navarro      |     |
|       | MED   | Alberto Rodríguez   | 65' |
|       | MED   | Héctor González     |     |
|       | MED   | Washington Olivera  |     |
|       | DEL   | Tomás Boy           | 76' |
|       | DEL   | Gerónimo Barbadillo |     |
|       | DEL   | Adrián Freyre       |     |
| D. T. | D. T. | Claudio Lostaunau   |     |

|  | MED | Cristóbal Ortega | 46' |
|  | DEL | Enrique Borja    | 75' |

|  | MED | Mario Méndez      | 65' |
|  | DEL | Octavio Rodríguez | 76' |

| 37' · 44' | Miguel Ángel Cornero Carlos Reinoso | 1:0 2:0 |

| Principal | Enrique Mendoza Guillén |

| Campeón de Campeones 1975-76 |
| ---------------------------- |
|                              |
| América                      |
| 2.º Título                   |